# Fußball-Ozeanienmeisterschaft der Frauen 1998
Die Fußball-Ozeanienmeisterschaft der Frauen 1998 (engl.: OFC Women's Nations Cup) war die sechste Ausspielung einer ozeanischen Kontinentalmeisterschaft im Frauenfußball und fand in der Zeit vom 9. bis 17. Oktober 1998 in Auckland zum zweiten Mal in Neuseeland statt. Neben Gastgeber Neuseeland nahmen mit Australien, Fidschi und Papua-Neuguinea sowie den beiden Debütanten Amerikanisch-Samoa und Samoa erstmals sechs Mannschaften am Turnier teil, das gleichzeitig als Qualifikation der Ozeanienzone für die Fußball-Weltmeisterschaft der Frauen 1999 galt. Gespielt wurde in zwei Gruppen à drei Teams. Die Gruppensieger und Gruppenzweiten erreichten die Finalrunde. Es gab nicht nur einen Teilnehmerrekord, sondern mit beachtlichen 112 Toren in den insgesamt 10 Spielen auch hier eine Bestmarke.
Australien wurde zum zweiten Mal Ozeanienmeister im Frauenfußball und qualifizierte sich damit als Vertreter Ozeaniens für die Fußball-Weltmeisterschaft der Frauen 1999 in den USA.

## Gruppenphase

### Gruppe A
| Pl. | Land       | Sp. | S | U | N | Tore    | Diff. | Punkte |
| --- | ---------- | --- | - | - | - | ------- | ----- | ------ |
| 1.  | Neuseeland | 2   | 2 | 0 | 0 | 035:000 | +35   | 06     |
| 2.  | Fidschi    | 2   | 1 | 0 | 1 | 005:140 | −9    | 03     |
| 3.  | Samoa      | 2   | 0 | 0 | 2 | 000:260 | −26   | 0      |

|                  |   |         |      |
| 9. Oktober 1998  |   |         |      |
| Neuseeland       | – | Samoa   | 21:0 |
| 11. Oktober 1998 |   |         |      |
| Neuseeland       | – | Fidschi | 14:0 |
| 13. Oktober 1998 |   |         |      |
| Fidschi          | – | Samoa   | 5:0  |

### Gruppe B
| Pl. | Land               | Sp. | S | U | N | Tore    | Diff. | Punkte |
| --- | ------------------ | --- | - | - | - | ------- | ----- | ------ |
| 1.  | Australien         | 2   | 2 | 0 | 0 | 029:000 | +29   | 06     |
| 2.  | Papua-Neuguinea    | 2   | 1 | 0 | 1 | 009:800 | +1    | 03     |
| 3.  | Amerikanisch-Samoa | 2   | 0 | 0 | 2 | 000:300 | −30   | 0      |

|                  |   |                    |            |
| 9. Oktober 1998  |   |                    |            |
| Australien       | – | Amerikanisch-Samoa | 21:0 (7:0) |
| 11. Oktober 1998 |   |                    |            |
| Australien       | – | Papua-Neuguinea    | 8:0 (4:0)  |
| 13. Oktober 1998 |   |                    |            |
| Papua-Neuguinea  | – | Amerikanisch-Samoa | 9:0        |

## Finalrunde

### Halbfinale
|                  |   |                 |            |
| 15. Oktober 1998 |   |                 |            |
| Neuseeland       | – | Papua-Neuguinea | 5:0        |
| 15. Oktober 1998 |   |                 |            |
| Australien       | – | Fidschi         | 17:0 (8:0) |

### Spiel um Platz 3
|                  |   |         |     |
| 17. Oktober 1998 |   |         |     |
| Papua-Neuguinea  | – | Fidschi | 7:1 |

### Finale
|                  |   |            |           |
| 17. Oktober 1998 |   |            |           |
| Neuseeland       | – | Australien | 1:3 (0:2) |

## Schiedsrichter
- Tammy Peacock
- Massimo Raveino